# Кирхгоф (гора)
Ки́рхгоф (от нем. Kirche hoff — церковный двор) — холм в Ломоносовском районе Ленинградской области, к востоку от Дудергофа, в южных пригородах Санкт-Петербурга. Высота — 170 м.
Гора Кирхгоф отличается от Вороньей горы значительно меньшими зарослями на склонах. Предполагается, что раньше гора была выше, но из-за добычи щебня её высота уменьшилась.
Своё название гора получила от расположенной на её вершине кирхи Святой Троицы, возведённой в 1660-е годы (c 1832 года каменная, арх. Х. Мейер). Сильно разрушенная в годы ВОВ, к 1950-м годам она была разобрана для нужд гражданского строительства. В 1998 году на месте фундамента кирхи и на восточном склоне горы был сооружён горнолыжный подъёмник центра активного отдыха Туутари-парк. От церкви остались фрагменты фундамента, от старого погоста несколько надгробных плит. На восточном склоне горы находится и старое финское кладбище с железными кованными крестами.
У подножия горы Кирхгоф в июле-сентябре 1941 года располагались орудия № 4, 5, 6, 7 артиллерийской корабельной батареи специального назначения «Аврора». Последний бой они приняли 11 сентября 1941 года.

## Галерея

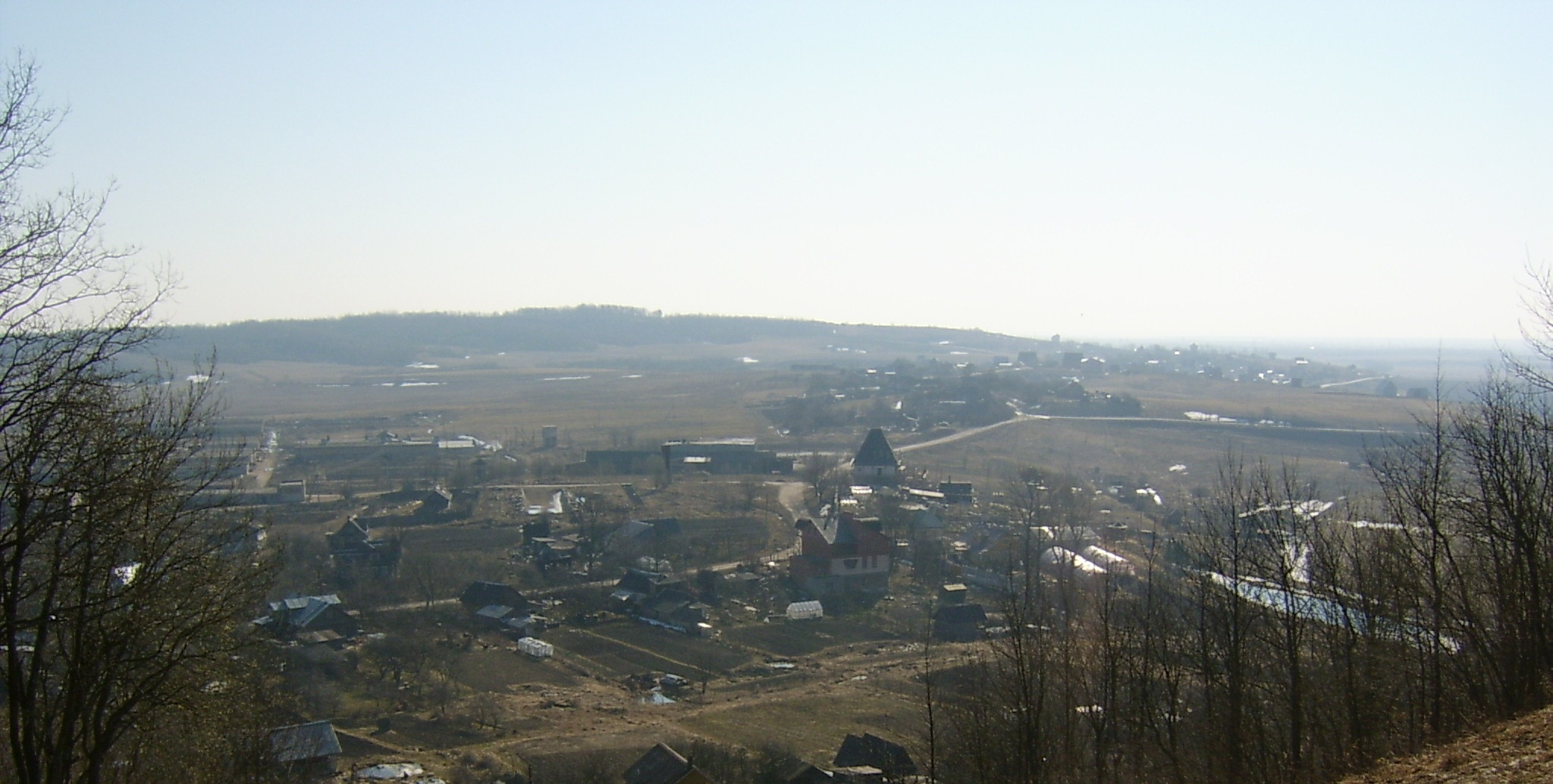
Вид на гору Кирхгоф с южного склона Дудергофских высот
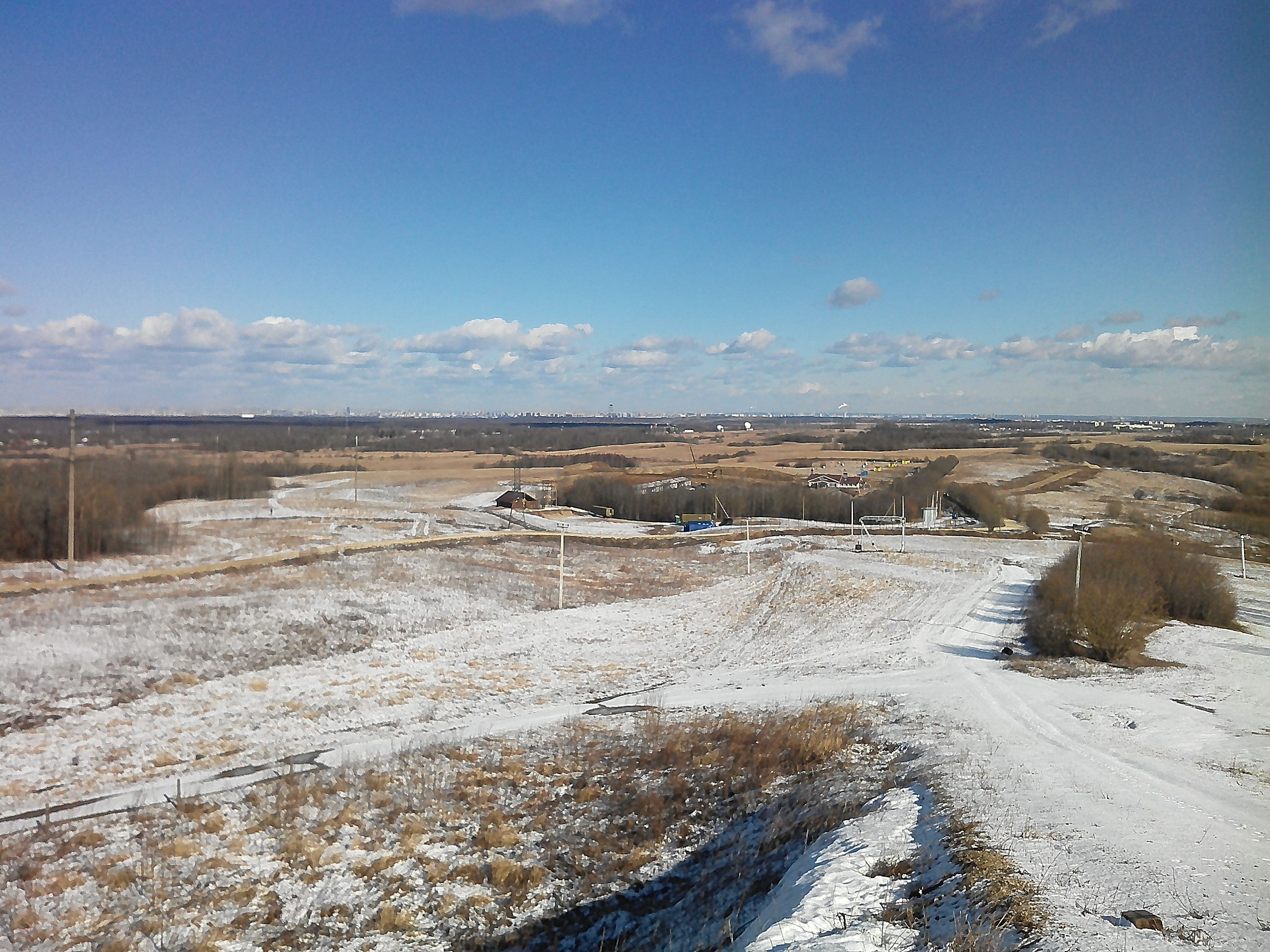
Вид с горы Кирхгоф в восточном направлении.
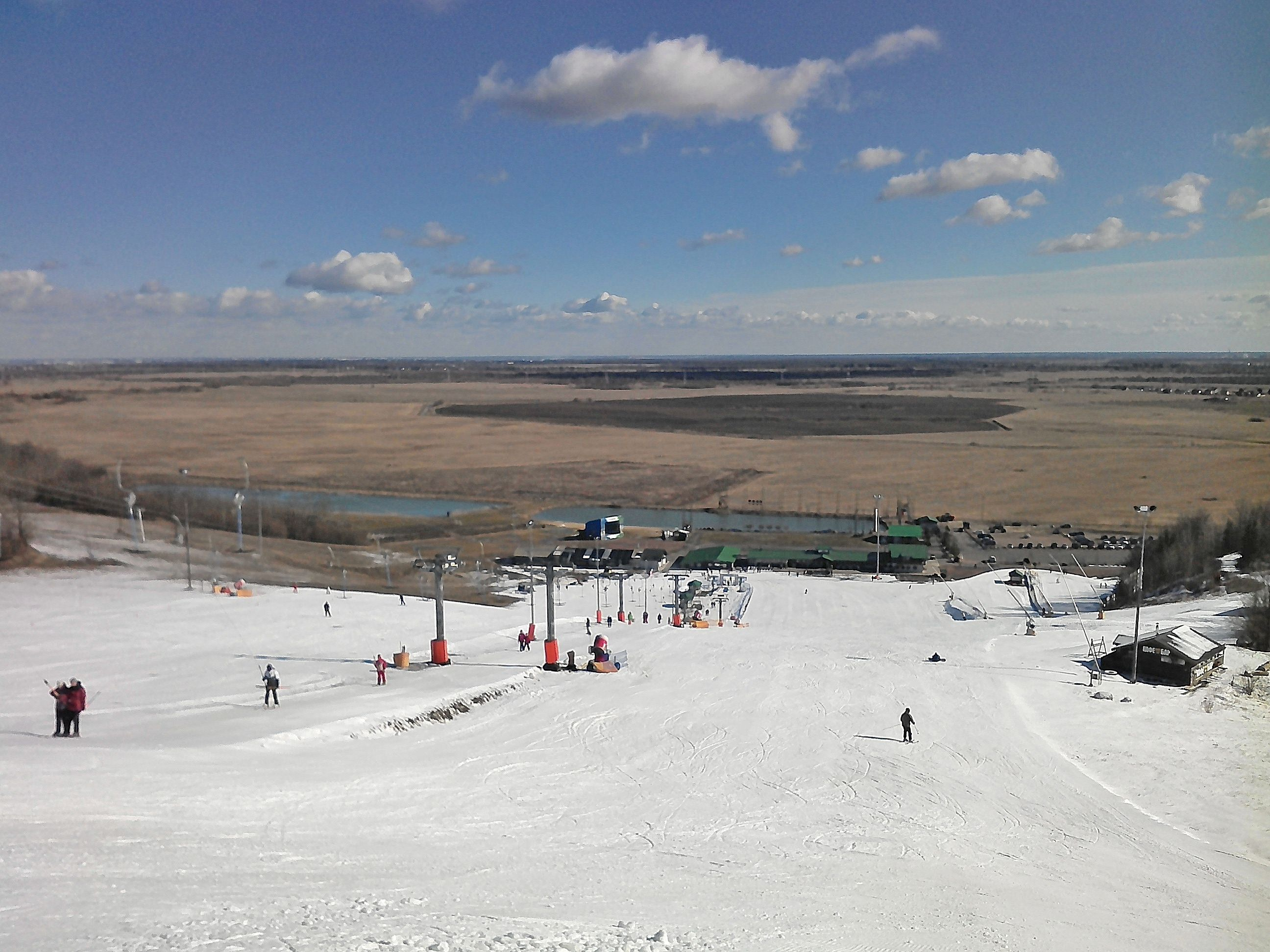
Горнолыжный спуск с подъёмником на восточном склоне.